# Browningia hernandezii
Browningia hernandezii es una especie de planta suculenta perteneciente al género Browningia, dentro de la familia Cactaceae. Es endémica de Colombia, concretamente del departamento de Boyacá.

## Descripción
Browningia hernandezii es una especie de cactus arbustivo, a veces arborescente, que mide de 2 a 5 m de altura (aunque puede llegar incluso a los 7 m). Sus tallos son erectos, de color verdes oliváceos y están muy ramificados desde cerca de la base. Son cilíndricos y llegan a tener un diámetro de 8 a 12 cm. 
Normalmente presenta de 6 a 9 costillas, de 1,5 a 2 cm de alto, generalmente agudas, separadas entre sí de 2,8 a 3,5 cm. En ellas se asientan las areolas, de 7 a 9 mm de diámetro, y separadas entre sí de 1,5 a 2 cm. Son algodonosas, de color crema, aunque se tornan grises en las zonas media e inferior de los tallos. Tienen espinas jóvenes de color amarillo o crema, con tiente rojizo en las partes distales, aunque se vuelven grises con las puntas marrones en las zonas medias e inferiores delos tallos. Generalmente presentan una espina central más larga, de 2 a 3,5 cm longitud y de 17 a 27 espinas radiales de distintos tamaños, oscilando entre 5 y 25 mm de longitud.
Las flores son blancas, nocturnas y se sitúan al final de los tallos. Miden de 4,5 a 6 cm de longitud y unos 4,5 cm de diámetro. Los frutos cuando maduran se tornan de color rosado-rojizo o purpúreos, son anchamente ovados y miden un 5,5 cm de longitud, con un anillo de espinas en la zona de inserción y con una oquedad apical de 8-10 mm de profundidad. En su interior encontramos una pulpa blanca, muy mucilaginosa y con numerosas semillas dispersas de color negro, comprimidas lateralmente, de 2 x 1,3 mm.

## Distribución y hábitat
El área de distribución nativa de esta especie es Colombia (concretamente en el departamento de Boyacá) y crece principalmente en el bioma tropical húmedo. Concretamente es endémica de la cuenca alta del río Chicamocha en Colombia y crece básicamente en zonas rocosas con pendientes fuertes.

## Taxonomía
Browningia hernandezii fue descrita por el botánico español José Luis Fernández Alonso y publicada en la Revista de la Academia Colombiana de Ciencias Exactas, Físicas y Naturales 30: 20 en 2006.
Etimología
- Browningia: nombre genérico otorgado en honor de Webster E. Browning (1869-1942), exdirector del Instituto Inglés de Santiago de Chile.[4]
- hernandezii: epíteto específico otorgado en honor al biólogo y naturalista colombiano Jorge Hernández Camacho, quien describió la presencia del género Browningia en Colombia.[1]

## Estado de conservación
En la Lista Roja de Especies Amenazadas de la UICN, la especie está clasificada como "En Peligro (EN)". Esto se debe a que en el área de ocupación, además de que esta no supera los 300 km cuadrados, el medio sufre alteraciones debido a la extracción de minerales y al uso agropecuario.

## Usos
Se cultiva principalmente como planta ornamental y su propagación se realiza normalmente a través de esquejes o semillas.